# Ron Jacks
Ronald „Ron“ Brian Jacks (* 23. Januar 1948 in Winnipeg, Manitoba) ist ein ehemaliger kanadischer Schwimmer. Bei den Commonwealth Games erschwamm er zwei Goldmedaillen, vier Silbermedaillen und eine Bronzemedaille und bei den Panamerikanischen Spielen gewann er viermal Silber.

## Karriere
Der 1,85 m große Ron Jacks schwamm für den Vancouver Y Swim Club und für die Indiana Hoosiers, das Sportteam der Indiana University Bloomington. 1964 bei den Olympischen Spielen in Tokio trat Jacks in fünf Wettbewerben an. Er erreichte allerdings kein Finale, sein bestes Ergebnis war der neunte Platz mit der 4-mal-200-Meter-Freistilstaffel.
Zwei Jahre später startete Ron Jacks bei den British Empire and Commonwealth Games 1966 in Kingston in sechs Wettbewerben und gewann vier Medaillen, nur über 220 Yards Schmetterling und über 440 Yards Freistil wurde er Vierter. Über 110 Yards Schmetterling gewann er den Titel mit 0,6 Sekunden Vorsprung. In beiden Freistilstaffeln gewannen die Australier vor den Kanadiern, bei denen Sandy Gilchrist, Ralph Hutton, Robert Kasting und Ron Jacks in beiden Staffeln dabei waren. Die 4-mal-110-Yards-Lagenstaffel mit Sandy Gilchrist, Leonard Chase, Ralph Hutton und Ron Jacks gewann den Titel vor den Engländern und den Neuseeländern. Bei den Panamerikanischen Spielen 1967 in Winnipeg gewann die Mannschaft aus den Vereinigten Staaten alle drei Männerstaffeln, in allen drei Wettbewerben gehörten Sandy Gilchrist und Ron Jacks zur zweitplatzierten kanadischen Staffel. Bei den Olympischen Spielen in Mexiko-Stadt trat Jacks in vier Wettbewerben an. Er erreichte aber nur mit der 4-mal-200-Meter-Freistilstaffel das Finale. In diesem Wettbewerb schwammen George Smith, Ron Jacks, Sandy Gilchrist und Ralph Hutton für Kanada. Sie belegten den vierten Platz mit 1,6 Sekunden Rückstand auf die Staffel der Sowjetunion.
1970 bei den British Commonwealth Games 1970 in Edinburgh trat Jacks in sechs Wettbewerben an und gewann zwei Silbermedaillen und eine Bronzemedaille. Über 200 Meter Freistil wurde er Sechster und über 400 Meter Freistil Vierter. Über 100 Meter Schmetterling belegte er den dritten Platz hinter seinen Landsleuten Byron MacDonald und Tom Arusoo. Auf der doppelt so langen Strecke schwamm Ron Jacks auf den fünften Platz. Ron Jacks war auch Mitglied der beiden Freistilstaffeln, die in der Besetzung George Smith, Ralph Hutton, Robert Kasting und Ron Jacks jeweils die Silbermedaille hinter der australischen Staffel gewannen. Im Jahr darauf gewann Jacks bei den Panamerikanischen Spielen 1971 in Cali noch einmal Silber mit der 4-mal-200-Meter-Freistilstaffel in der Besetzung Robert Kasting, Ron Jacks, Brian Phillips und Ralph Hutton. 1972 nahm Ron Jacks in München an seinen dritten Olympischen Spielen teil. Er erreichte aber weder über 400 Meter Freistil noch über 200 Meter Schmetterling das Finale.